# Джеймс Хедли Чейз
Джеймс Хе́дли Чейз (англ. James Hadley Chase; 24 декабря 1906, Лондон — 6 февраля 1985, Корсо, кантон Во, Швейцария) — британский писатель, автор 93 детективных романов. Настоящее имя Рене Брабазон Реймонд (англ. Rene Brabazon Raymond). Под псевдонимом
Raymond Marshall опубликовал 21 роман. Писал также под псевдонимами James L.Dogherty, Ambrose Grant.

## Биография
Родился в семье отставного офицера, учился в королевской школе в Рочестере и позднее в Калькутте.
В 18-летнем возрасте Чейз оставил родной дом, а вместе с этим и учёбу. Он менял множество мест работы, и однажды стал агентом-распространителем книг «Детской энциклопедии».
Через несколько лет работал в крупной оптовой книжной фирме «Симпкин и Маршал» — сперва рядовым продавцом, а затем заведующим отделом поставки товара в специальные книжные магазины. Здесь он много читал, знакомился с литературным бизнесом, изучал вкусы и потребности массового читателя.
Вскоре Чейз написал ряд юмористических рассказов, используя различные псевдонимы. В 1938 году сделал первые попытки написания боевика в духе «похождений американских гангстеров». За 6 свободных от работы выходных (12 дней) 32-летний Чейз сочинил свой первый «крутой детектив», «Нет орхидей для мисс Блэндиш» (No Orchids for Miss Blandish, 1939; переработанное издание — 1961). Роман был хорошо принят издателем, критикой и читателями, став одной из наиболее продаваемых книг десятилетия. Чейз стал много писать, часто публиковаться, и только служба в армии лётчиком Королевских военно-воздушных сил Великобритании во время Второй мировой войны на некоторое время прервала его творчество.
Некоторые литературные критики (в частности, Богомил Райнов) находят «сюжетное родство» в первом романе Чейза с известным романом «Святилище» Уильяма Фолкнера, вышедшим несколько раньше «Орхидей» Чейза. Но, возможно, в основе этих двух романов лежит нашумевшее в печати уголовное дело о гангстерской группе во главе с «кровавой мамашей Баркер».
Большинство своих романов Чейз написал, используя словари американского сленга, подробные карты, энциклопедии и справочники о жизни американского преступного мира. Действие большинства его романов происходит в США, хотя сам Чейз там никогда не жил (за исключением двух коротких поездок в Майами и Новый Орлеан). Несмотря на это, описание улиц, городов и районов в романах дано с поразительной точностью.
Несколько романов («Лотос для мисс Квон» и «Гроб из Гонконга»), действие которых происходит в Юго-Восточной Азии, автор создал после поездки туда в 1960 году.
Написаны романы Чейза в стиле «крутых» произведений «чёрной школы» и её известных классиков-американцев, Дэшила Хэммета и Рэймонда Чандлера. В 1945 году последний даже обвинил Чейза в плагиате. Обвинение было доказано, и Чейз опубликовал публичное извинение.
В 1956 году Чейз переехал во Францию, а в 1961 году — в Швейцарию.
В 1967 году по просьбе кинопродюсера Сэма Шпигеля он помогал в написании сценария к антифашистскому фильму «Ночь генералов».
Скончался 6 февраля 1985 года, на 79-м году жизни. Похоронен в Корсо (кантон Во).

### Романы
Романы Чейза зачастую переводились на русский язык под разными, часто совершенно произвольными и не имеющими никакого отношения к оригиналу, названиями. Один и тот же роман в разных переводах мог иметь несколько названий, что приводило к путанице. Поэтому здесь вначале даётся название романа на языке оригинала, а потом уже варианты перевода на русский язык.
| №  | Название на языке оригинала           | Год издания         | Варианты названия в переводе на русский язык | Примечания |
| 1  | No Orchids for Miss Blandish          | 1939                | Нет орхидей для мисс Блэндиш Никаких орхидей для мисс Блендиш | Под псевдонимом James Hadley Chase. Переработан в 1961 г. |
| 1  | The Villain & the Virgin              | 1948                | — | — |
| 2  | The Dead Stay Dumb                    | 1938, 1954          | Мёртвые не кусаются Мёртвые не перечат Опасные игры | Под псевдонимом J.H.Chase |
| 2  | Kiss My Fist!                         | 1952                | Поцелуй мой кулак! | — |
| 3  | He Won’t Need It Now                  | 1939                | «Теперь это ему ни к чему» Ему это больше не нужно Ему это больше не пригодится Одиночество в тёплый вечер                                                                               | Под псевдонимом James L.Dogherty |
| 4  | Twelve Chinks & a Woman               | 1940                | 12 китайцев и Мышка 12 китайцев и девушка 12 китаёз и женщина | Под псевдонимом J.H.Chase. Издавался также под названием «12 Chines & Woman».                                                                                           |
| 4  | 12 Chinamen & a Woman                 | 1950                | — | — |
| 4  | The Doll’s Bad News                   | 1970                | Плохие вести от куклы Плохие новости от куклы | — |
| 5  | «Lady, Here’s Your Wreath»            | 1940                | «Вот Вам венок на могилу, леди!» «Это ваш венок, леди!» Билет в газовую камеру | Под псевдонимом Raymond Marshall |
| 6  | Miss Callaghan Comes to Grief         | 1941                | Мисс Каллаган впадает в печаль Дни печали мисс Халлаген Торговцы живым товаром | Под псевдонимом J.H.Chase |
| 7  | Miss Shumway Waves a Wand             | 1944                | Мисс Шамвей машет волшебной палочкой Мисс Шамвей и волшебная палочка Мисс Шамуэй правит бал 2 лика Девы Солнца Чародейка                                                                 | Издан в 1948 г. под псевдонимом J.H.Chase. Юмористический роман с элементами чёрной магии, мистики и фантастики.                                                        |
| 8  | Just the Way It Is                    | 1944                | Конец банды Спейда Вот так и бывает …И мы очистим город | Под псевдонимом R.Marshall |
| 9  | Eve                                   | 1945                | Ева Небеса могут подождать | Под псевдонимом J.H.Chase |
| 10 | Blonde’s Requiem                      | 1945                | Реквием блондинкам Охота на блондинок | Под псевдонимом R.Marshall |
| 11 | More Deadly than the Male             | 1946                | Скорее мёртвый, чем живой Гораздо смертоноснее мужчин Не столько мужчина, сколько мертвец Сатана в сатине Опаснее мужчины                                                                | Под псевдонимом Ambrose Grant. В 1960 − под псевдонимом J.H.Chase |
| 12 | «I’ll Get You for This»               | 1946                | «За всё с тобой рассчитаюсь!» Ловушка | Под псевдонимом J.H.Chase |
| 13 | Make the Corpse Walk                  | 1946                | Заставьте танцевать мертвеца Заставьте танцевать труп Прогулка с мертвецом | Под псевдонимом R.Marshall |
| 14 | No Business of Mine                   | 1947                | «Это не моё дело» Тайна похищения драгоценностей Алби | Под псевдонимом R.Marshall |
| 15 | The Flesh of The Orchid               | 1948                | Плоть орхидеи Цветок орхидеи Смерть шла вместе с нами | Под псевдонимом J.H.Chase. Произведение является продолжением романа «Нет орхидей для мисс Блэндиш».                                                                    |
| 16 | Trusted Like the Fox                  | 1948                | Хитрый, как лиса Лиса в капкане Не доверяй лисе Под чужим именем Охота на фазана Голос выдаст                                                                                            | Под псевдонимами R.Marshall, J.H.Chase (отдельно) |
| 17 | The Paw in the Bottle                 | 1949                | Лапа в бутылке Рука в кувшине | Под псевдонимом R.Marshall |
| 18 | «You Never Know With Women»           | 1949                | «Ты никогда не знал женщин» Никогда не знаешь, как быть с женщинами Женщины способны на всё На что способны женщины Кинжал и пудреница Кинжал Челлини Лучший друг мужчины Открывая дверь | Под псевдонимом J.H.Chase |
| 19 | «You’re Lonely When You’re Dead»      | 1949                | «Ты будешь одинок в своей могиле» Каждый умирает в одиночку Мёртвые всегда одиноки Не рой другому яму…                                                                                   | Под псевдонимом J.H.Chase |
| 20 | Mallory                               | 1950                | Мэллори В погоне за призраком Предатель | Под псевдонимом R.Marshall |
| 21 | «Lay Her Among the Lilies»            | 1950                | «Положите её среди лилий» | Под псевдонимом J.H.Chase |
| 21 | Too Dangerous to be Free              | 1951                | Быть свободным небезопасно | — |
| 22 | Figure It Out for Yourself            | 1950                | Сами догадайтесь Судите сами Карусель загадок Смерть в особняке | Под псевдонимом J.H.Chase |
| 22 | The Marijuana Mob                     | 1952                | Крысы Джеффа Барретта | — |
| 23 | In a Vain Shadow                      | 1951                | Напрасное прикрытие В зыбкой тени Прозрачная тень Неудачное прикрытие | Под псевдонимами R.Marshall, J.H.Chase (отдельно) |
| 24 | Strictly for Cash                     | 1951                | Только за наличные Капкан для Джонни | Под псевдонимом J.H.Chase. Издавался также под названием «Only for Cash».                                                                                               |
| 25 | «Why Pick on Me?»                     | 1951                | «Почему Вы выбрали меня?» Весна в Париже Подсадная утка | Под псевдонимами R.Marshall, J.H.Chase (отдельно) |
| 26 | But a Short Time to Live              | 1951                | А ведь жизнь так коротка!… Осталось жить совсем недолго | Под псевдонимом R.Marshall |
| 26 | The Pickup                            | 1955                | Кое-что по случаю | — |
| 27 | The Double Shuffle                    | 1952                | Двойная сдача Двойная подтасовка Опасное сходство | Под псевдонимом J.H.Chase |
| 28 | The Wary Transgressor                 | 1952                | Осторожный убийца Осторожный преступник Невинный убийца Беспокойный преступник Алый рот Когда захлопывается западня                                                                      | Под псевдонимами R.Marshall, J.H.Chase (отдельно) |
| 29 | The Fast Buck                         | 1952                | Деньги не пахнут Тайна сокровищ магараджи Быстрые деньги Алиби для Аниты Пропавшие сокровища Длинный $                                                                                   | Под псевдонимом J.H.Chase. Издавался также под названием «The Soft Touch».                                                                                              |
| 30 | «I’ll Bury My Dead»                   | 1953                | Я сам схороню своих мертвецов Я сам похороню своих мёртвых Похороны за мой счёт | Под псевдонимом J.H.Chase |
| 31 | The Things Men Do                     | 1953                | Это — дело мужчин Это мужское дело Занятие для мужчин Вещи, которые делают люди Игра без правил                                                                                          | Под псевдонимами R.Marshall, J.H.Chase (отдельно) |
| 32 | This Way For a Shroud                 | 1953                | Этот путь для савана Свидетелей не будет Саван для свидетелей Смерть на особый лад | Под псевдонимом J.H.Chase. Издавался также как «This Way to a Shroud». 1 из 2-х романов, впервые переведённых на русский язык в 1968 году.                              |
| 33 | Tiger by the Tail                     | 1954                | Вечер вне дома Поймай тигра за хвост Схватить тигра за хвост Не тяни тигра за хвост Вечерняя прогулка Последний шаг Пока гром не грянул                                                  | Под псевдонимом J.H.Chase. Издавался также под названием «Night out».                                                                                                   |
| 34 | The Sucker Punch                      | 1954                | Удар новичка Ловушка для простака Путь к богатству Коварный удар | Под псевдонимом R.Marshall |
| 35 | Mission To Venice                     | 1954                | Миссия в Венецию | Под псевдонимом R.Marshall |
| 36 | Safer Dead                            | 1954                | Мёртвые молчат Мёртвому безопасней | Под псевдонимом J.H.Chase |
| 36 | Dead Ringer                           | 1955                | Звонок мертвеца | — |
| 37 | «You’ve Got It Coming»                | 1955                | «Своё ты получишь сполна!» «Он своё получит» Ты своё получишь Ты сам на это напрашивался Возврата нет Алмазы Такамори                                                                    | Под псевдонимом J.H.Chase |
| 38 | Mission To Siena                      | 1955                | Миссия в Сиену | Под псевдонимом R.Marshall |
| 39 | The Pickup                            | 1955                | Кое-что по случаю | Под псевдонимом R.Marshall |
| 39 | ?                                     | 1956                | Случайно попавший (подставленный) под удар | На немецком, под псевдонимом R.Marshall |
| 39 | Death is a Silent Word                | 1957                | В безмолвии смерти | — |
| 40 | Ruthless                              | 1955                | Безжалостный | Под псевдонимом R.Marshall |
| 40 | In the Labyrinth of Death             | 1955                | В лабиринте смерти | Под псевдонимом R.Marshall |
| 40 | Mort en Cuir                          | 1955                | ? | На французском, под псевдонимом J.H.Chase |
| 40 | In a Mare’s Death                     | 1967                | Наперегонки со смертью | — |
| 41 | ?                                     | 1956                | Женщины способны на всё | На французском, под псевдонимом R.Marshall |
| 41 | Never Trust a Woman                   | 1957                | Никогда не доверяй женщинам | Под псевдонимом R.Marshall |
| 41 | The Murder’s Requiem                  | 1958                | Реквием для убийцы | Под псевдонимом J.H.Chase |
| 42 | There’s Always A Price Tag            | 1956                | Ловушка мертвеца сработала Всё имеет свою цену За всё надо платить | Под псевдонимом J.H.Chase |
| 43 | «You Find Him − I’ll Fix Him»         | 1956                | «Ты его найдёшь − я его убью» «Ты только отыщи его…» «…И Вы будете редактором отдела» «Ты найдешь − а я с ним расправлюсь» Материал не для печати Найди его, а я его прикончу            | Под псевдонимом R.Marshall. В 1966 г. − под псевдонимом J.H.Chase |
| 44 | The Guilty Are Afraid                 | 1957                | Сувенир из «Клуба Мушкетёров» Виновные напуганы Виновные всегда боятся Жизнь дешевле спичек                                                                                              | Под псевдонимом J.H.Chase |
| 45 | Hit & Run                             | 1958                | Дело о наезде Бей и беги С места происшествия скрылся Сбей и беги! | Под псевдонимом R.Marshall. В 1967 г. − под псевдонимом J.H.Chase |
| 46 | Not Safe To Be Free                   | 1958                | Небезопасно быть свободным | Под псевдонимом J.H.Chase |
| 46 | The Case of the Strangled Starlet     | 1958                | Дело о задушенной «звёздочке» | — |
| 47 | Shock Treatment                       | 1959                | Шоковая терапия Лечение шоком Шок Убийство в бунгало | Под псевдонимом J.H.Chase |
| 48 | The World In My Pocket                | 1959                | Весь мир в кармане | Под псевдонимом J.H.Chase. По роману в 1983 г. был снят известный сериал «Мираж». В 1961 году режиссёр Альвин Ракофф снял фильм «В пятницу в половине двенадцатого...». |
| 49 | What’s Better Than Money?             | 1960                | Сильнее денег Что лучше денег? Победи свой страх | Под псевдонимом J.H.Chase. 1 из 2-х романов, впервые переведённых на русский язык в 1968 году.                                                                          |
| 50 | Come Easy — Go Easy                   | 1960                | Легко приходит — легко уходит Легко приходят — легко уходят Приходят и уходят Уходя, не оглядывайся Станция «Возврата нет» Лёгкие деньги Стоит только начать                             | Под псевдонимом J.H.Chase |
| 50 | Come Easy Go Easy                     | 1960                | Дьявольский мотель | — |
| 51 | A Lotus for Miss Chuan                | декабрь 1960        | Тайник с бриллиантами | Под псевдонимом J.H.Chase |
| 51 | A Lotus For Miss Quon                 | 1961                | Венок из лотоса Лотос для мисс Квон | Издавался также под названием «A Lotus for Miss Chaung». |
| 52 | Just Another Sucker                   | май−июнь 1960; 1961 | Неудачник Западня Ещё один простак Ещё один простофиля Клубок Репортёр… Пресс-секретарь… Убийца?…                                                                                        | Под псевдонимом J.H.Chase. По роману был снят фильм «Пальметто». |
| 53 | I Would Rather Stay Poor              | 1962                | Лучше бы я остался бедным Уж лучше быть бедным, чем… | Под псевдонимом J.H.Chase |
| 54 | A Coffin From Hong Kong               | 1962                | Гроб из Гонконга | Под псевдонимом J.H.Chase |
| 55 | «Tell It To The Birds»                | 1963                | «Расскажите это птичкам!» Хватит врать К чему все эти сказки? Шаг за грань Вор у вора…                                                                                                   | Под псевдонимом J.H.Chase |
| 56 | 1 Bright Summer Morning               | 1963                | Однажды ясным летним утром Последний шанс гангстера | Под псевдонимом J.H.Chase |
| 57 | The Soft Centre                       | 1964                | Когда обрывается фильм Когда прерывается фильм Когда обрывается лента Мягкий центр Слабое место Ахиллесова пята Это грязное дело шантаж                                                  | Под псевдонимом J.H.Chase |
| 58 | This Is For Real                      | 1965                | Это — серьёзно Это для настоящего | Под псевдонимом J.H.Chase |
| 59 | The Way the Cookie Crumbles           | 1965                | Так крошится печенье Как крошится печенье | Под псевдонимом J.H.Chase |
| 60 | You Have Yourself A Deal              | 1966                | Блондинка из Пекина Ты имеешь свою долю Выгодная сделка | Под псевдонимом J.H.Chase |
| 61 | Cade                                  | 1966                | Репортёр Кэйд Избалованный | Под псевдонимом J.H.Chase |
| 62 | Have This One On Me                   | 1967                | «Предоставьте это мне» | Под псевдонимом J.H.Chase |
| 63 | «Well Now, My Pretty…»                | 1967                | «Итак, моя милая…» «Итак, моя прелесть…» Казино | Под псевдонимом J.H.Chase. По роману был снят фильм «Казино» (1992). |
| 64 | An Ear to the Ground                  | 1968                | Ухо к земле Имеющий уши − да [у]слышит! Алмазы Эсмальди Ожерелье Эомальди Игра по-крупному                                                                                               | Под псевдонимом J.H.Chase |
| 65 | Believed Violent                      | 1968                | Следов не оставлять Фанатик Опасный пациент Под давлением силы | Под псевдонимом J.H.Chase. По роману был снят фильм «Считающийся опасным» (1990).                                                                                       |
| 66 | The Whiff Of Money                    | 1969                | Запах денег Запах золота Иногда деньги пахнут Дочь президента Прощальная гастроль | Под псевдонимом J.H.Chase |
| 67 | The Vulture Is A Patient Bird         | 1969                | Гриф — птица терпеливая Стервятник − птица терпеливая Грифы в ожидании Стервятник ждать умеет Перстень Борджа Репортаж из Драконовых гор                                                 | Под псевдонимом J.H.Chase |
| 68 | Murder Charge                         | ~1969               | Обвинение в убийстве | Под псевдонимом J.H.Chase |
| 69 | There’s A Hippie On The Highway       | 1970                | Хиппи на дороге Хиппи на шоссе Каменные джунгли Доминико Парик мертвеца По дороге к смерти Сиеста во Флориде                                                                             | Под псевдонимом J.H.Chase |
| 70 | Like A Hole In The Head               | 1970                | Пуля в лоб Как дырка в голове Снайпер Меткий стрелок Огненное клеймо Клеймо «Красных драконов»                                                                                           | Под псевдонимом J.H.Chase. По роману был снят фильм «Снайпер». |
| 71 | An Ace Up My Sleeve                   | 1971                | Туз в моём рукаве Лишний козырь в рукаве | Под псевдонимом J.H.Chase |
| 72 | «Want To Stay Alive?..»               | 1971                | «Хотите остаться в живых?» «Если вам дорога жизнь…» «Хотите остаться живым?» | Под псевдонимом J.H.Chase |
| 73 | «You’re Dead Without Money»           | 1972                | «Вы мертвы без денег» «Без денег − ты мёртв!» Марки Ларримора | Под псевдонимом J.H.Chase |
| 74 | Just a Matter of Time                 | 1972                | Дело лишь во времени Вопрос времени | Под псевдонимом J.H.Chase |
| 75 | «Knock, Knock! Who’s There?»          | 1973                | «Стук, стук! — Кто там?» «Откройте — смерть!» «…И однажды они постучатся» | Под псевдонимом J.H.Chase |
| 76 | Have a Change of Scene                | 1973                | «Перемените обстановку» Поцелуй мой кулак Роковая женщина | Под псевдонимом J.H.Chase |
| 77 | «So What Happens to Me?»              | 1974                | «Итак, что же случится со мной?» А что будет со мной? | Под псевдонимом J.H.Chase |
| 78 | Goldfish Have No Hiding Place         | 1974                | Золотым рыбкам негде спрятаться Нет убежища золотой рыбке Ловушка | Под псевдонимом J.H.Chase |
| 79 | Believe This, You’ll Believe Anything | 1975                | Поверишь этому — поверишь всему | Под псевдонимом J.H.Chase |
| 80 | The Joker In The Pack                 | 1975                | Джокер в колоде | Под псевдонимом J.H.Chase. Издавался также под названием «The Joker in the Deck».                                                                                       |
| 81 | «Do Me a Favour…− Drop Dead!»         | 1976                | «Сделай одолжение… — сдохни!» | Под псевдонимом J.H.Chase |
| 82 | My Laugh Comes Last                   | 1977                | Я буду смеяться последним Кто останется жив — будет смеяться Игра без правил | Под псевдонимом J.H.Chase |
| 83 | I Hold The 4 Aces                     | 1977                | У меня на руках 4 туза Каре тузов | Под псевдонимом J.H.Chase |
| 84 | «Consider Yourself Dead»              | 1978                | «Считайте себя мертвецом» «Считай, что ты уже мёртв» | Под псевдонимом J.H.Chase |
| 85 | «You Must Be Kidding»                 | 1979                | «Ты шутишь, наверное?» Ты должен быть обманут | Под псевдонимом J.H.Chase |
| 86 | A Can of Worms                        | 1979                | Банка червей Я хотел получить миллион | Под псевдонимом J.H.Chase |
| 87 | Try This 1 for Size                   | 1980                | 7 раз отмерь Жарче, чем в Аду | Под псевдонимом J.H.Chase |
| 88 | «You Can Say That Again»              | 1980                | «Ты можешь сказать это снова» В этом нет сомнения Двойник | Под псевдонимом J.H.Chase |
| 89 | Hand Me a Fig−Leaf                    | 1981                | Фиговый листок для меня Что скрывалось за фиговым листком Лягушачий король | Под псевдонимом J.H.Chase |
| 90 | Have a Nice Night                     | 1982                | «Приятной тебе ночки!..» Приятная ночь для убийства Выгодное дельце | Под псевдонимом J.H.Chase |
| 91 | We’ll Share a Double Funeral          | 1982                | Смерть шла вместе с ними Смерть шла с ними рядом Нас похоронят вместе Тогда мы справим двойные похороны                                                                                  | Под псевдонимом J.H.Chase |
| 92 | Not My Thing                          | 1983                | Это не моё дело «Избавьте меня от неё» Меня это не касается | Под псевдонимом J.H.Chase |
| 93 | Ça ira mieux demain                   | октябрь 1983        | ? | На французском. |
| 93 | Hit Them Where It Hurts               | 1984                | Бей по больному месту Удар по больному месту Ударь по больному месту Бей где больней Врежь побольнее Червяк в яблоке                                                                     | Под псевдонимом J.H.Chase |
| ?  | ?                                     | ?                   | Вплоть до убийства президента | Собр. соч. в 30 томах (26 том) |
| ?  | The Ravishers                         | май 1967            | ? | Авторство писателя под сомнением |

### Сборники
- «Get a Load of This» (1941. 1984 − II издание) {Возьми на себя этот груз}. Под псевдонимом J.H.Chase. Сб. рассказов :

- Get A Load of This (Умелая защита)
- 2 Thumb a Ride (Попутчицы)
- Morning Visit (Утренний визит)
- Twist in the Tail (Поворот в рассказе)
- Conversation Piece (Отрывок разговора)
- The General Dies in Bed (Генерал умирает в постели)
- The Magnificent Opportunity (Великолепная возможность)

- Walk in the Park (Прогулка в парке)
- The Place of Love (Место любви)
- Vigil (Дежурство)
- Night Out (Ночь отдыха)
- Skin Deep (Яблочное бренди)
- Overheard (Подслушанный разговор)
- The Painted Angel (Намалёванный ангел)

- «3 of Spades» (1974). Сб. романов :
  - The Double Shuffle
  - Shock Treatment
  - Tell it to the Birds
- «Meet Mark Girland» (1977) {Знакомьтесь с Марком Гирландом}. Сб. романов :
  - This is for real
  - You have yourself a deal
  - Have this 1 on me
- «Meet Helga Rolfe» (1984) (Знакомьтесь с Хельгой Рольф). Сб. романов :
  - An Ace Up My Sleeve
  - The Joker In The Pack
  - I Hold The 4 Aces

### Рассказы
- «There’s a Horse on the Sofa» (март 1943)
- «The Mirror in Room 22» {Зеркало в комнате 22}. Опубликован в 1946 г. под настоящим именем Rene Raymond, в 1998 г. − под псевдонимом J.H.Chase.

### Пьесы
- «Get a Load of This» (1941) {совместно с Arthur Macrea}
- «No Orchids for Miss Blandish» (1942) {в соавторстве с Robert Nesbitt}
- «Last Page» (1946). Опубликована в 1947 г.

## Экранизации
| Год  | Страна                      | Название | Режиссёр                      | В ролях                            | Примечание |
| ---- | --------------------------- | --- | ----------------------------- | ---------------------------------- | --- |
| 1948 | Великобритания              | Нет орхидей для мисс Блэндиш (англ. No Orchids For Miss Blandish)                                            | Сент-Джон Ли Клоуз            |                                    | по одноимённому роману                                                                                          |
| 1948 | Великобритания              | За всё рассчитаюсь с тобой! (англ. I’ll Get You for This)                                                    | Джозеф М. Ньюман              |                                    | В США «Lucky Nick Cain»                                                                                         |
| 1952 | Великобритания              | Последняя страница (англ. The Last Page)                                                                     | Теренс Фишер                  |                                    | в США вышел под названием Ловушка для мужчины (Man Bait)                                                        |
| 1957 | Франция · Италия            | Человек в непромокаемом плаще (фр. L'Homme à l'imperméable)                                                  | Жюльен Дювивье                |                                    | (по роману Tiger by the Tail)                                                                                   |
| 1957 | Франция                     | Берегитесь, девочки! (фр. Méfiez-vous, fillettes!)                                                           | Ив Аллегре́                    |                                    | «По роману Miss Callaghan Comes to Grief»                                                                       |
| 1957 | Франция                     | Ответный удар (фр. Retour de manivelle)                                                                      | Дени де Ла Пательер           |                                    | (по роману There is always a price tag)                                                                         |
| 1957 | Франция                     | Нищий и красавица (фр. Une manche et la belle) (A Kiss for a Killer)                                         | Анри Вернёй                   |                                    | по роману «Удар новичка» («The Sucker Punch»).                                                                  |
| 1957 | США                         | (англ. A Dead Ringer)                                                                                        |                               |                                    | один из эпизодов телепрограммы Studio One                                                                       |
| 1959 | Франция                     | Так бывает только с живыми (фр. Ça n'arrive qu'aux vivants)                                                  | Tony Saytor                   |                                    | |
| 1959 | Франция                     | (фр. Délit de fuite)                                                                                         | Берна́р Бордери́                |                                    | |
| 1959 | США                         | (англ. Dark as the Night)                                                                                    |                               |                                    | один из эпизодов телепрограммы компании CBS Playhouse 90                                                        |
| 1960 | Франция                     | (фр. Les Canailles)                                                                                          | Морис Лабро                   |                                    | |
| 1960 | США                         | (англ. Don't Stop - You're Killing Me!)                                                                      |                               |                                    | один из эпизодов телепрограммы Saturday Spectacular                                                             |
| 1961 | Германия                    | В пятницу в половине двенадцатого... (нем. An einem Freitag um halb zwölf)                                   | Элвин Ракофф                  | Род Стайгер Питер ван Эйк Ян Сервэ | по роману «Весь мир в кармане»                                                                                  |
| 1961 | Франция                     | (фр. Dans la gueule du loup)                                                                                 | Жан-Шарль Дюдрюме             |                                    | |
| 1962 | Франция · Италия            | Ева | Джозеф Лоузи                  |                                    | |
| 1963 | Франция · Аргентина         | (фр. Une blonde comme ça)                                                                                    | Jean Jabely                   |                                    | по роману «Мисс Шамвей машет волшебной палочкой»                                                                |
| 1963 | Иран                        | Паутина (перс. Tare ankabout‎)                                                                                | Mehdi Mirsamadzadeh           |                                    | |
| 1963 | Франция · Италия            | Мороз по коже (фр. Chair de poule)                                                                           | Жюльен Дювивье                |                                    | по роману «Легко приходят, легко уходят» («Come Easy — Go Easy»)                                                |
| 1963 | Франция · Италия · Германия | (фр. Agent spécial à Venise)                                                                                 | André Versini                 |                                    | по роману «Легко приходят, легко уходят» (Mission to Venice)                                                    |
| 1964 | Германия                    | Зал ожидания на небеса (нем. Wartezimmer zum Jenseits)                                                       |                               |                                    | |
| 1964 | Германия                    | Гроб из Гонконга (нем. Ein Sarg aus Hongkong)                                                                | Manfred R. Köhler             |                                    | |
| 1965 | Франция · Испания · Италия  | Прекрасным летним утром (фр. Par un beau matin d'été)                                                        | Жак Дере́                      | Жан-Поль Бельмондо́ (Франсис')      | |
| 1965 | Иран                        | (перс. Bonbast‎)                                                                                              | Mehdi Mirsamadzadeh           |                                    | |
| 1965 | Германия                    | Кот в мешке (нем. Die Katze im Sack)                                                                         | Юрген Роланд                  |                                    | двухсерийный телефильм по роману «Положите её среди лилий»                                                      |
| 1967 | Германия · Франция · Италия | Цветок лотоса для мисс Квон (нем. Lotosblüten für Miss Quon)                                                 | Юрген Роланд                  |                                    | экранизация романа «Лотос для мисс Квон»                                                                        |
| 1967 | Франция · Италия · Германия | Блондинка из Пекина (фр. La Blonde De Pekin)                                                                 | Nicolas Gessner               |                                    | |
| 1968 | Франция                     | (фр. Le démoniaque)                                                                                          | Рене Генвилль                 |                                    | |
| 1968 | Франция                     | «Неприличная женщина» (другое название «Воровка») — La petite vertu (англ.) на сайте Internet Movie Database | Серж Корбер                   |                                    | по роману «А ведь жизнь так коротка» — «But a Short Time to Live»                                               |
| 1970 | Франция                     | (фр. Trop petit mon ami)                                                                                     | Эдди Маталон                  |                                    | |
| 1971 | США                         | Банда Гриссомов (фр. The Grissom Gang)                                                                       | Роберт Олдрич                 |                                    | (по роману «Нет орхидей для мисс Блэндиш»)                                                                      |
| 1972 | Франция                     | (фр. Pas folle la guêpe)                                                                                     | Жан Деланнуа                  |                                    | по роману «Just a Matter of Time»                                                                               |
| 1974 | США · Германия              | (Убийство в Катамаунте)                                                                                      | Кшиштоф Занусси               |                                    | (по роману «I’d Rather Stay Poor»)                                                                              |
| 1975 | Франция · Италия · Германия | Плоть орхидеи (фр. La chair de l'orchidée)                                                                   | Патрис Шеро                   |                                    | |
| 1974 | Германия                    | Преступление и страсть (англ. Crime and Passion)                                                             | Иван Пассер                   |                                    | комедия по роману «Ace Up My Sleeve»                                                                            |
| 1979 | Франция                     | Emmenez-moi au théâtre: Pas d’orchidées pour Miss Blandisch                                                  |                               |                                    | телефильм |
| 1978 | Чехословакия                | (чеш. Pracka v láhvi)                                                                                        | Jan Matejovský                |                                    | телефильм |
| 1979 | Чехословакия                | Золотые рыбки (чеш. Zlaté rybicky)                                                                           | Карел Покорный                |                                    | телефильм |
| 1982 | Италия                      | (итал. Patto con la morte)                                                                                   |                               |                                    | телесериал |
| 1983 | СССР                        | Мираж | Алоиз Бренч                   |                                    | трёхсерийный телефильм по роману «Весь мир в кармане»                                                           |
| 1986 |                             | Попавший в западню (англ. Rigged)                                                                            | Джефферсон Ричард             |                                    | по книге «Hit and Run»                                                                                          |
| 1987 | Италия                      | (итал. Assicurazione sulla morte)                                                                            | Карло Лиццани                 |                                    | телефильм студии RAI по роману «Tell it to the birds»                                                           |
| 1987 | Франция                     | |                               |                                    | Эпизоды телесериала Série noire                                                                                 |
| 1988 | Италия                      | (итал. Cambiamento d'aria)                                                                                   | Gian Pietro Calasso           |                                    | телефильм |
| 1989 | Франция                     | «Семь раз отмерь»«                                                                                           | Гай Хэмилтон                  |                                    | по мотивам романа „Семь раз отмерь“                                                                             |
| 1990 | Франция                     | Считающийся опасным Présumé dangereux (Presumed Dangerous                                                    | Жорж Лотнер                   |                                    | по мотивам романа „Следов не оставлять“                                                                         |
| 1990 | Франция                     | Хотите остаться живым? (Want to Stay Alive?                                                                  | Клод Бернар-Обер              |                                    | по мотивам романа „Хотите остаться живым?“                                                                      |
| 1990 | Франция                     | „Приятной тебе ночки!“ (фр. Passez une bonne nuit)                                                           | Жанно Шварц                   |                                    | по мотивам романа „Приятной тебе ночки!“ (Have a Nice Night'»)                                                  |
| 1991 | СССР                        | Бухта смерти                                                                                                 | Григорий Кохан Тимофей Левчук |                                    | по мотивам романа «Каменные джунгли», но действие фильма перенесено из США конца 1960-х в постсоветские 1990-е. |
| 1990 | Франция                     | (фр. Mais qui arrêtera la pluie?)                                                                            | Даниэль Дюваль                |                                    | по роману «We’ll Share a Double Funeral»                                                                        |
| 1990 | Италия                      | Гриф-птица терпеливая (итал. L’avvoltoio può attendere)                                                      | Gian Pietro Calasso           |                                    | по одноимённому роману                                                                                          |
| 1991 | СССР                        | Снайпер | Андрей Бенкендорф             |                                    | (по роману «Клеймо Красных драконов»)                                                                           |
| 1992 | Россия                      | Он своё получит                                                                                              | Владимир Рябцев               |                                    | |
| 1992 | Россия                      | Казино | Самсон Самсонов               |                                    | по роману «Итак, моя милая…» («Well Now, My Pretty»)                                                            |
| 1993 | Италия                      | (итал. Requiem per voce e pianoforte)                                                                        | Tomaso Sherman                |                                    | телефильм «What’s Better Than Money»                                                                            |
| 1995 | США                         | Магия (англ. Rough Magic)                                                                                    | Clare Peploe                  |                                    | комедия по мотивам романа «Мисс Шамвей машет волшебной палочкой»                                                |
| 1995 | США                         | Западня (англ. The Set Up)                                                                                   |                               |                                    | (по мотивам книги «Я буду смеяться последним» / «My Laugh Comes Last»)                                          |
| 1998 | США · Германия              | Пальметто (англ. Palmetto)                                                                                   | Фо́лькер Шлёндорф              |                                    | по мотивам романа «Ещё один простак» (Just Another Sucker)                                                      |
| 2018 | Франция · Бельгия           | Ева | Бенуа Жако                    |                                    | |